# 白神山地
白神山地（しらかみさんち）は、青森県から秋田県にまたがる山地帯の総称。
屋久島とならんで1993年（平成5年）12月、日本で初めてのユネスコ世界遺産（自然遺産）に登録された。そこには「人の影響をほとんど受けていない原生的なブナ天然林が世界最大級の規模で分布」（世界遺産登録理由）と記されている。

## 概要

白神山地の地形図。白線は世界遺産の指定範囲。

地質的には主に9000万年前（中生代白亜紀）の花崗岩を基盤としており、当時の日本列島はユーラシア大陸と地続きだった。その後、海底下にあった2000万年から1200万年前（新生代第三紀中新世）にかけ海底の火山活動があり、白神山地の大部分はそのときの堆積岩（凝灰岩、泥岩、砂岩）や貫入岩類（流紋岩、石英閃緑岩等）で構成されている。
白神山地全体の面積は約13万haでそのうち約1万7千ha (169.7km2) がユネスコの世界遺産（自然遺産）に登録されている。青森県側の面積はそのうち74%の126.3km2を占め、残る43.4km2は秋田県北西部にあたる。なお、白神山地に含める範囲（世界遺産登録地域外の地域も含めた範囲）や総面積については後述のように資料によって差異がある。
白神山地は法隆寺地域の仏教建造物、姫路城、屋久島とともに、1993年、日本で最初に世界遺産に登録された。世界遺産地域は、中央部の核心地域と、周辺の緩衝地域に分かれ、これらの地域は世界遺産登録時より開発を行わず、現状のまま保護されることになっている。
世界遺産登録地域は、登録前後に禁猟区に指定されている。猟を行うには漁業協同組合と森林管理署長の許可が必要である。なお、漁業組合はここを通年禁漁としている。だが、自然の資源を必要なだけ利用してきたマタギによる狩猟も禁止されたことから、禁猟によりマタギ文化が消失するという批判も存在する。
自然保護のために、核心地域への立ち入りを全面的に禁止すべきかどうか、あるいはまた、かつてのマタギなどのように、そこで生活の糧を得ていた人たちまで規制する必要があるのかどうか、議論は進んでいない。
位置は青森県西津軽郡鰺ヶ沢町、深浦町、中津軽郡西目屋村、秋田県山本郡藤里町で標高300m - 1243mの向白神岳に及ぶ山岳地帯である。（N 40°22' - 32'、E 140°2' - 12'）
- 山地の山については白神山地の山の一覧参照。

## 名称

### 弘西山地
藩政時代、この地域は目屋野沢、大然山、追良瀬山と記された。
白神山地ビジターセンターによれば、世界遺産登録以前には地元や行政関係者の間では、「弘前」と「西浜（津軽西海岸）」から弘西山地（こうせいさんち）と呼ばれていたという。

### 白神山地
「白神山地」の名称については、江戸時代、菅江真澄の『菅江真澄遊覧記4』7頁に出羽国の黒崎から見える「白髪が岳」（白神山）に関する記述が現れる。
1920年（大正9年）の『青森県地誌』に「泊岳連山」として記載され、その後は「白神山塊」など地理区分として出羽山地の青森・秋田県境に記載されるようになった。
「白神山地」は公的には1954年（昭和29年）に地理調査所の主要自然地域名称図に記載されており、1964年（昭和39年）の20万分の1地勢図「弘前」にも表記されている。そして、土地利用計画のための土地分類図の作成において、青森県側では「白神山地」と表記され（昭和42年度・43年度）、秋田県側では「真瀬岳山地」と「駒ヶ岳火山地」とされた。
山と渓谷社の雑誌「山と渓谷」の1970年9月号には「津軽に君臨する未開の大溪谷 白神山地赤石川」という記事が載っており、新潮社の「旅」の1972年8月号（46号）には「白神山地にひそむもの」として岡田喜秋の記事が載っている（p.108～109）。また日本山岳会の雑誌「山岳 73号」の1978年12月号（131号）には「白神山地」という坂本知忠と佐藤勉による記事が載っている（p.168～189）。
白神山地ビジターセンターによると、1980年代の林道建設への反対運動に際し「白神山地」という表現が広まっていったといい、1994年（平成6年）に青森県が策定した「白神山地保全・利用基本計画」では秋田県側の地域も含めて面積の計算等が行われ全体が「白神山地」とされた。

## 面積
白神山地に含める範囲（世界遺産登録地域外の地域も含めた範囲）や総面積については資料に差異があり諸説ある。
1. 2,400km2説（矢立峠説）
2. 大鰐町、岩木山東辺説
3. 1,300km2説（中村川、相馬・西目屋村境、早口川までの範囲）
4. 1,000km2説（郡境、津軽峠、湯ノ沢川までの範囲）
5. 650km2説
6. 450km2説
7. 標高100mから1,000m説
8. 地理区分上の名称であるとする説（青森・秋田県境付近に表示）

2,400km2説（矢立峠説）と地理区分上の名称であるとする説は地理区分とされる。一方、大鰐町、岩木山東辺説や1,300km2説（中村川、相馬・西目屋村境、早口川までの範囲）は土地利用区分とされる。また、1,000km2説（郡境、津軽峠、湯ノ沢川までの範囲）は植物学的見地に基づくとされる。650km2や450km2とする資料については、ブナ林の面積を基準にしているとみられているが範囲は示されていない。

## 自然

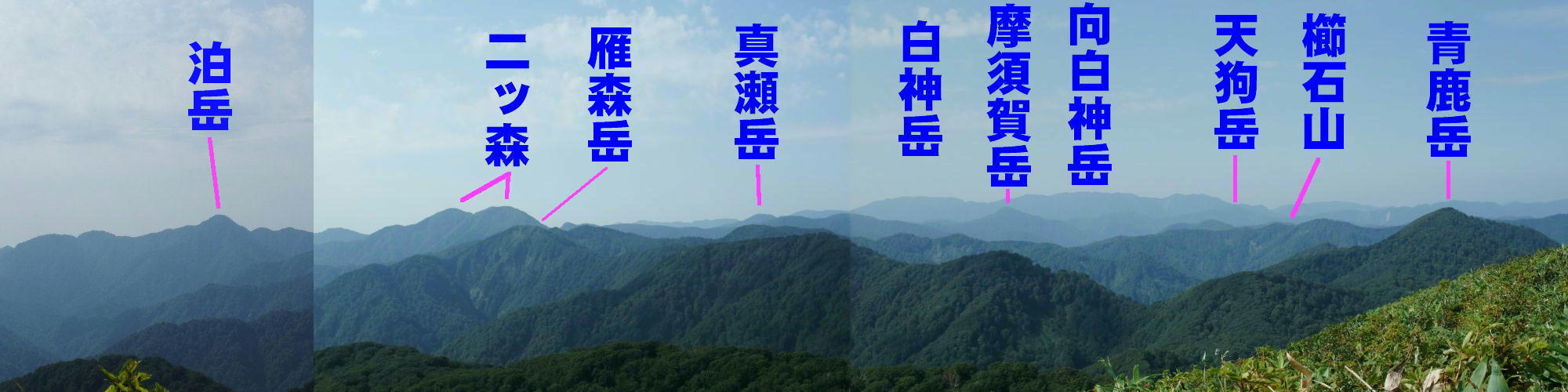
小岳より見た白神山地核心地区。呼称は秋田県側のもの。青森県側では、袴腰山（真瀬岳）、泊岳（二ツ森）、トッチャカの森（雁森岳）となっている。白神岳と向白神岳は最高地点と三角点の位置がかなりずれるため場所を明記していない。

### ブナ林

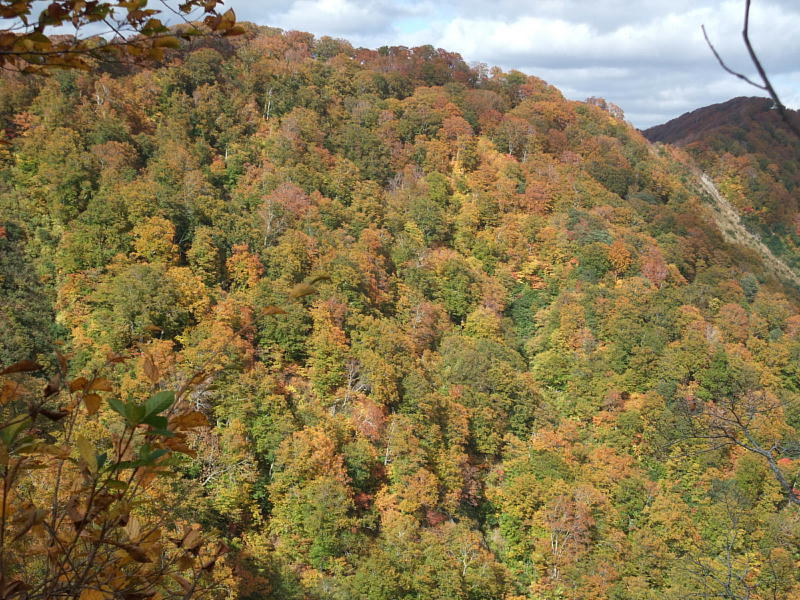
紅葉した白神山地の原生林

白神山地のブナは世界最大級の面積であり、広大かつ連続して原生に近いブナ林が存在している。白神山地のブナ林が形成されたのは約1万年前に最終氷期が終わり、それから2千年後の約8千年前頃とされている。しかも、このブナ林は遥かに前の北極地第三紀植物群の原形をほぼ保っていると考えられる。気候が温暖だった第三紀の時、寒冷な気候に強いブナは北極の周極地域にしか生息していなかったが、地球寒冷化に伴ってブナの分布域は周極地域から南へシフトし、現在と同じく温帯の北部に定着した。しかし、第四紀になると、繰り返された氷河期によりブナ林はさらに南へ移動し始めた。ヨーロッパと北米ではブナ林が東西に延びる山脈または五大湖により行き場がなくなり、大陸氷河の形成と共に多くの植物が死滅し、植生が単純化してしまった。一方、日本では大陸氷河が形成していなかったため、ブナ林は生物多様性を維持しながらいったん南日本に移動した後、最終氷期以降に再び北日本へ帰り、白神山地に定着したと見られる。
白神山地の調査では、二ツ森・摩須賀岳一帯（通称泊の平）と青鹿岳の林相は大径木が多く原生林的相観がみられる。特に泊の平のブナ林は原始林またはそれに近い天然林と考えられており稀少なブナ林である。渓谷を下ると小径木が多くなり立木密度も高くなるが、過去に伐採など人為的行為を受けた可能性のある場所もあり、原生林か否かの判断が難しい地域もある。粕毛山上流域のブナ林のほとんどは天然生林である（天然生林については天然林を参照）。
白神山地のブナ林は世界でも類をみない規模であり、森林生態系はブナ林が形成された約8千年前から純度の高い状態で進化しているといわれている。

### 植物
白神山地にみられる植物は540種を超える。ブナだけでなく、カツラ、ハリギリ、アサダなどの大木も見られる。下生えはチシマザサが多い。
北日本のブナ林の多くは材木用のスギなどの人工林に取って代わられたが、白神山地は手つかずの状態で保存されている。アクセスしにくい峻険な地形と厳格な保護制度により、ブナの伐採もほとんど行われない。

### 動物
合計で4000種の生き物が棲息している。
- 鳥類
キツツキの種類の中でも一番多く、絶滅が心配されている天然記念物のクマゲラが穴をあけ巣造りをして生活している。その他、イヌワシ、クマタカ、シノリガモの生息が確認されている[7]。
- 哺乳類
ニホンツキノワグマ、ニホンカモシカ、ニホンザルなどが生息する[2][7]。
秋田県では、ニホンザルが群れとして存在する場所は白神山地のみである。最近は、ニホンザルが町に降りてきて農作物を荒らす問題も発生しており、白神山地ではニホンザルにエサを与えないように呼びかけている。
繁殖力が強いニホンジカが目撃されるようになっており、群として定着すれば植生や農作物へ被害を与えると懸念されている。青森・秋田両県のニホンジカは昭和初期にいったん絶滅したが、近年再び姿を見せるようになった。2015年10月、青森県西目屋村のセンサーカメラが遺産地域内では初めてニホンジカを撮影。2016年は周辺6市町村で40件、46頭が目撃された[9]。林野庁は生息状況の把握と将来の駆除に向けた準備として、罠を設置してニホンジカ捕獲を試みている[10]。
- 昆虫類
約2,300種以上の昆虫が確認されており、新種の昆虫も数種が発見されている。

## 世界遺産

### 登録基準
この世界遺産は世界遺産登録基準のうち、以下の条件を満たし、登録された（以下の基準は世界遺産センター公表の登録基準からの翻訳、引用である）。
- (9) 陸上、淡水、沿岸および海洋生態系と動植物群集の進化と発達において進行しつつある重要な生態学的、生物学的プロセスを示す顕著な見本であるもの。

### 地球温暖化の影響
地球温暖化によって平均気温が産業革命期から2.9℃上昇 (2020年現在1.2℃上昇）すると、白神山地におけるブナの分布適域は白神岳と世界遺産地域外側の山頂部のみに限られ、自然遺産地域の大部分が分布適域を外れると予想される。ブナの寿命は200～400年あり、大きく育ったものに関してはある程度の気候変動に耐性を持つことから分布不適域となってすぐにブナ林が消滅するということはない。しかし、自然遺産地域の約8割が林齢150～200年生 (1996年時点)であるので、2100年には多くのブナが壮齢期から老齢期を迎える。温度上昇により、ブナ林下限域からブナの死亡後、新たに分布適域となったコナラやクリなどの落葉広葉樹が成長し、ブナの分布密度の低下が徐々に進行する可能性がある。

## 歴史
近世には目屋の沢のように津軽藩の薪炭材供給基地になっていた場所もあるが、津軽藩では厳しい林制による統制を行っていた
1741年（寛保元年）に秋田県の加護山（旧二ツ井町）に炭役所が設置され、1774年（安永3年）には加護山銅吹分所が設置され、その付近では大量の木炭を使用する精銅が行われたこともある。また明治から昭和にかけて鉱山（大臼鉱山、八助鉱山、水沢鉱山）、炭竃、森林軌道の敷設、製炭事業、牛の放牧などが行われた場所もある。

### 保護活動
1970年代になると、ブナは楽器の材料などとして活用されるようになり、白神山地でも伐採計画が持ち上がった。
- 1978年12月、「青秋県境奥地開発林道開設促進期成同盟会」（野呂田芳成会長）結成
- 1982年8月、秋田工区（1日）、青森工区（12日）が相次いで着工。
- 1983年1月、「白神山地のブナ原生林を守る会」（秋田県）結成。
- 1985年6月、「ブナ・シンポジウム」開催（秋田市）、日本自然保護協会主催
- 1986年11月、秋田県側工事ストップ
- 1987年10月、青秋林道に反対する連絡協議会（青森県）、赤石川源流の水源涵養保安林解除に反対する異議意見書の署名呼びかけ
- 1987年11月、同協議会、異議意見書の第一次集計分を青森県農林部に提出
- 1987年11月、異議意見書（一次集計分）提出の翌日、北村正哉・青森県知事の「青秋林道建設の見直し発言」
- 1990年3月、林野庁、白神山地を森林生態系保護地域に指定。これによって、青秋林道の打ち切りが確定し、その後、保護に向けた行政側の整備が進むことになる。

青森・秋田両県での青秋林道建設反対運動は、ほぼ時を同じくして起こっている。しかしながら、両者の間で交流はほとんどなかった。そして、秋田県側の工事がストップした後、赤石川流域（鯵ヶ沢町）の住民に呼びかけ、大量の異議意見書を集めた運動（最終的には、全国で1万3千余筆）、その結果、北村・青森県知事の「青秋林道建設の見直し発言」を得た過程で活動したのは、すべて青森県側の人たちであった。なお、鯵ヶ沢町の住民の多くが異議意見書に署名した理由は、秋田県が青森県鯵ヶ沢町の赤石川源流部に入り込んで林道工事をする（費用は秋田県側で負担）という理不尽さにあった。地元のブナ林などを隣りの県に持って行ってしまわれることへの怒り、また源流部での伐採による土砂の流出などによって、赤石川さらには日本海の豊かさが失われてしまうという不安感があった。
1992年7月10日、自然環境保全法に基づく自然環境保全地域に指定された。

### 世界遺産登録後
1993年12月9日、ユネスコ世界遺産（自然遺産）登録
2004年3月31日 白神山地全域が国指定白神山地鳥獣保護区（大規模生息地）に指定される（面積32,218ha、うち特別保護地区947ha）。これにより、この地区のマタギの伝統が失われることとなった。
2007年9月白神岳の登山道沿いで、白神山地の巡視員がブナなど115本に巻き付いていたツルアジサイやイワガラミが根元近くで切断されているのを見つけた。夏以降、刃物で切られたとみられ、直径10センチ程度で樹齢100年近いツルも被害にあった。また、ブナの幹には切断した時についたらしい傷も確認された。このため、登山口にはつるを切らないように注意を呼びかける看板が設置された。
2008年9月上旬環境省西目屋自然保護官事務所委託巡視員がブナ約20本にカタカナや数字などが刻まれているのを発見した。人の胸の高さにナタのような刃物で、「オ」「ヨ」などのカタカナ、「八八三」「七四〇」といった数字が刻まれ、直径は10 - 20センチ。なかには表皮が1センチ以上えぐられ、幹に達している傷もあった。その後、10月に林野庁などの現地調査で緩衝地域でブナなど合計60本の木に傷があるのが発見された。被害木は迷いそうな場所で多く、何らかのルートを示そうとした可能性が高いと推測される。
2008年10月13日には林野庁東北森林管理局が青森県側の遺産地域内で、枝などが切断された樹木5本を発見したと発表した。
2010年10月26日、藤里町の岳岱自然観察教育林の「四百年ブナ」の幹と一体化して自生してきたツル1件アジサイのツル2本が、刃物で切断されていたことが分かった。樹齢400年以上の「四百年ブナ」は「白神のシンボル」とも呼ばれ、白神山地の秋田県側の象徴的存在である。一帯を監視する東北森林管理局藤里森林センターは「人工林のツル切りと同様、ツルを切って『四百年ブナ』を楽にしようとしたのかもしれないが、観察林の意義を理解していない重大なマナー違反。監視を強めたい」としている。
2013年 白神山地世界遺産登録20周年、各種イベントが企画された。
2013年 8月 秋田・岩手豪雨のため、青森県道・秋田県道317号西目屋二ツ井線が土砂崩れのため通行止めになる。激しい豪雨のため、道路はずたずたとなり通行できるまで数年間の工事が必要とされている。
2014年 7月 白神山地周辺で目撃情報があるニホンジカの生態や分布状況を把握し、食害防止につなげるため、林野庁は27日、秋田県側の白神山地の世界遺産地域などに監視カメラの設置を始めた。環境省も協力し、今年度中に秋田、青森県内に計64台を設置する。
2015年12月 環境省や県などでつくる「白神山地世界遺産地域連絡会議」は8日、白神山地の世界自然遺産地域内の西目屋村で10月13日にニホンジカを確認した、と発表した。自然遺産地域内でニホンジカの姿が確認されるのは初めてだ。同会議によると同13日午後1時20分頃、遺産地域内の「暗門の滝」上流付近で、自動撮影装置が歩いている雄のニホンジカを撮影した。これまで遺産地域周辺での撮影はあったが地域内での確認は初めてという。また遺産地域周辺の鰺ヶ沢町で今月3日、町職員が田んぼにいるニホンジカを撮影したことも発表した。

## 登山
白神山地には複数の散策コースと登山コースが設定されている。
白神山地の中で特に眺望がよい場所について、白神山地に詳しい登山家の根深誠は、順番に天狗岳、小岳、二ツ森、白神岳を挙げている。
なお白神山地の世界遺産領域は青森側からの登山道しか整備されておらず、東北森林管理局は秋田側から登山目的での入山を自粛するよう求めている。

### 白神岳

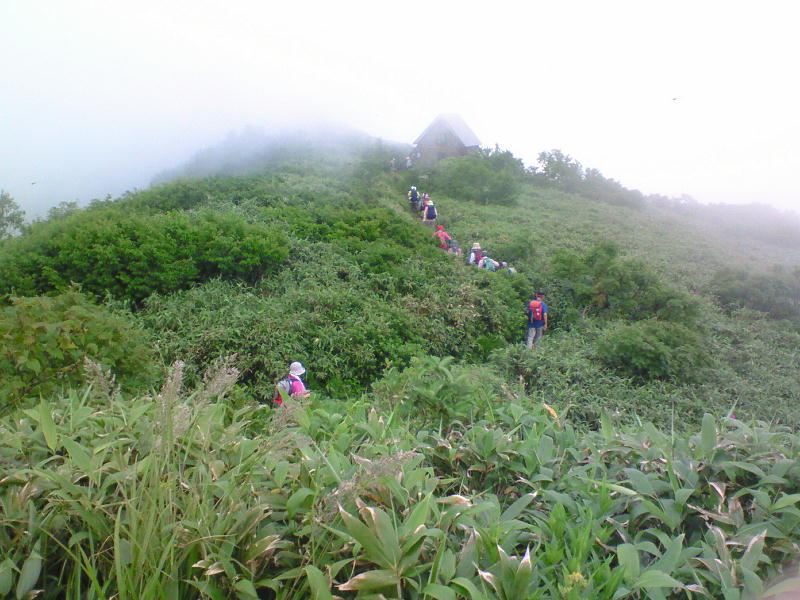
白神岳登山 建物は山頂避難小屋

標高1,231.9m。山頂では、白神山地核心地域の雄大な景色を見ることができる。
白神岳登山道として以下の登山コースが整備されている。
- 白神岳登山道「マテ山コース」（中級コース）[19]
- 白神岳登山道「二股コース」（上級コース）[19]
- 白神岳登山道「十二湖コース」（上級コース）[19]
- 白神岳登山道「十二湖コース」大崩往復（初級コース）[19]

### 太夫峰
太夫峰までは一ツ森（太夫峰）自然観察歩道（中級コース）が整備されている。

### 津軽峠

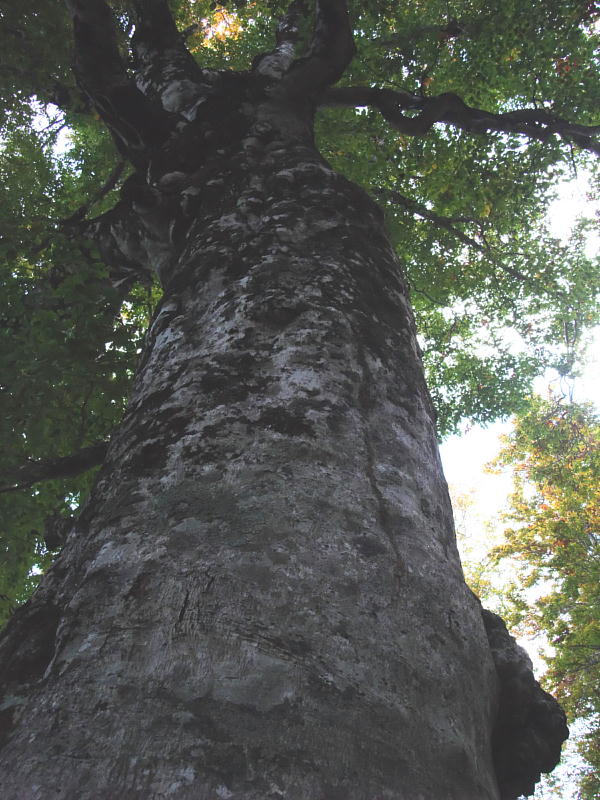
津軽峠にあった樹齢400年ブナ マザーツリー

津軽峠から高倉森を通る登山道。この津軽峠までは弘前市からのバスが通っている。
なお、津軽峠付近には樹齢四百年ともいわれる巨木「マザーツリー」があったが、2018年9月6日に幹が折れているのが確認され台風21号による影響とみられている。

### 暗門滝

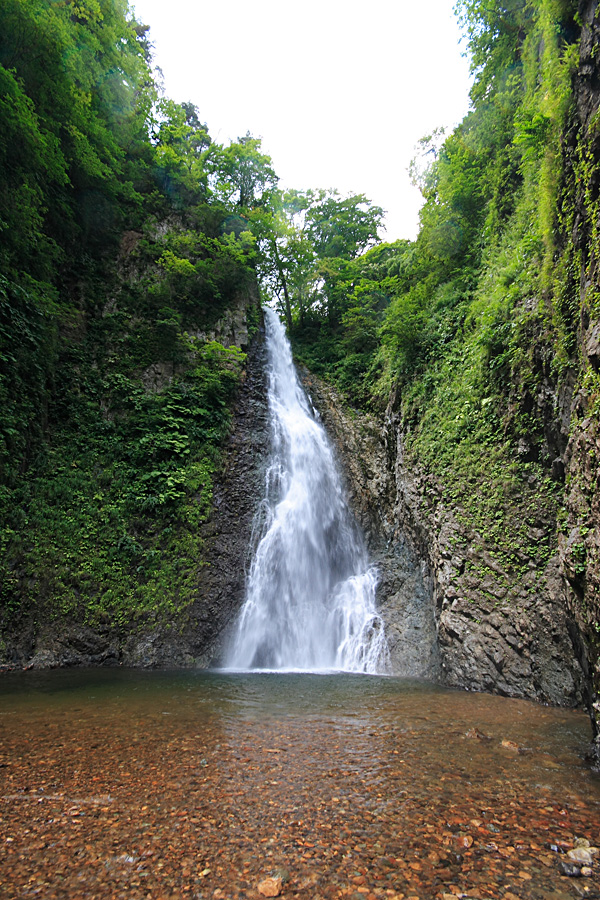
暗門滝 (第一の滝)

散策ルートの暗門渓谷ルート（旧暗門の滝歩道）が整備されている。
3つの滝からなる暗門滝（青森県中津軽郡西目屋村）は、駐車場やバス停から片道1時間（第三の滝のみならば片道30分）で行け、また、世界遺産緩衝地域内にあるため、観光地として人気がある。滝までの山道の脇には、上記のようなブナの原生林があり、観察のための道も整備されている。

### 二ッ森
世界遺産緩衝地域内にある山。国道101号から真瀬林道、青秋林道を通った終点にある二ツ森登山道入口（標高約920m、駐車場、公衆トイレあり）から約5分で世界遺産地域に入れるため、観光地として人気がある。登山道を約1時間弱歩くと標高1,086mの二ツ森山頂に着く。頂上からは、世界遺産登録地域が一望できる。詳細は二ツ森を参照。

### 釣瓶落峠
釣瓶落峠は青森県西目屋村と秋田県藤里町の境にある峠。紅葉時には、天然秋田杉の緑との紅葉との対比が美しい。青森県道・秋田県道317号西目屋二ツ井線は秋田県側は完全に舗装されている。青森県側は釣瓶落峠から5km程度が舗装道となっており、尾太岳の東麓の谷を抜けて尾太鉱山を経て美山湖に出る。

### 岳岱自然観察教育林
岳岱自然観察教育林は、樹齢400年とも言われる巨大なブナをシンボルとした保護林。以前は「風景林」であったが、1992年に自然観察教育林として指定された。詳細は岳岱を参照。

### 白神の森 遊山道
JR鰺ケ沢駅から車で30分。駐車場有り（30台）。藩政時代から田の水源を確保するための「田山」として300年以上地元の人の手により守られてきた。
およそ52haのエリアは人の手がほとんど加えられておらず、樹齢200年を超えるブナも見受けられ、白神山地核心部同様の森林景観を保っている。
全長2.8kmの遊歩道があり、外回り2.2km、内回り1.1kmのコースが選べる。コース上にはクマゲラの開けた穴や熊の爪痕のあるブナがある。外回り、内回りとも聴診器が置かれており、樹木の音を聴くことができる。
2014年4月より名称を「ミニ白神」から「白神の森 遊山道」に変更。

## トピック

### 悠久の森 白神フェスティバル
白神山地のふもと、秋田県山本郡八森町で、2001年より行われている野外コンサート。雄大な自然を讃える詩を、毎年全国から一般公募している。NHKのみんなのうたでKOKIAが歌う『悠久の杜』という曲は、第一回白神フェスティバルでの大賞作品に曲をつけた『悠久の森〜My Home Town』である。

### バイオビジネス
1997年、白神山地の秋田県側核心地区から新しい酵母菌「白神こだま酵母」が発見される。この酵母菌の特徴は耐冷性に優れ、パン生地を長期冷凍保存しても菌が生きている。したがってパン生地をより長期間冷凍保存できる。また、発酵力が極めて強い。この他、天然甘味料のトレハロースを大量に作ることによる独特の甘みや、焼いた時の香りの良さなど各種の優れた性質を持ち、現在、パン製造に幅広く活用されつつある。
白神山地は寒冷な気候で、ほとんど人が入り込まなかったため、独自の生態系を保ち、このような菌が生存競争を勝ち抜き生きてきたと思われる。白神山地からさらなる細菌を発見しようとする試みは続いていて、「白神こだま酵母」以外にも、低温に強く雑菌をなくす乳酸菌「作々楽（ささら）」など製品化にこぎつけた細菌も出てきている。
2010年7月、化粧品メーカーのアルビオンが白神山地の植物を活用した美容成分の研究開発を行う白神研究所を藤里町の旧米田保育園跡地に開設した。